# ديفيد بيلارغيون
ديفيد بيلارغيون هو لاعب إسكواش كندي، ولد في 14 مارس 1996 في مدينة كيبك في كندا.

## وصلات خارجية
- ديفيد بيلارغيون على موقع الاتحاد الدولي لمحترفي الاسكواش (مؤرشف) (الإنجليزية)
- ديفيد بيلارغيون على موقع SquashInfo.com (الإنجليزية)
- ديفيد بيلارغيون على موقع اللجنة الأولمبية الكندية (الإنجليزية)
- ديفيد بيلارغيون على موقع الجمعية الدولية للألعاب العالمية (الإنجليزية)